# Mont Oave
Le mont Oave est le point culminant de l'île d'Ua Pou, dans l'archipel des Marquises. D'une altitude de 1 232 m, il constitue l'une des colonnes basaltiques qui dessinent le relief très caractéristique de l'île, sans être pour autant géométriquement « la mieux dessinée ».